# Philodromus niveus
Philodromus niveus este o specie de păianjeni din genul Philodromus, familia Philodromidae, descrisă de Vinson, 1863.
Este endemică în Madagascar. Conform Catalogue of Life specia Philodromus niveus nu are subspecii cunoscute.